# Медников, Егор Егорович
Егор Егорович Медников (3 июня 1949, Людиново, Калужская область, СССР) — советский футболист, вратарь, тренер.

## Карьера
Воспитанник СК «Авангард» Людиново.
За свою карьеру выступал в советских командах «Локомотив» (Калуга), «Спартак» (Москва), «Нистру» (Кишинёв), «Таврия» (Симферополь), «Кайрат» (Алма-Ата), а также за казахстанскую команду «Кайсар» (Кзыл-Орда).
После завершения карьеры игрока занимался тренерской деятельностью в командах «Целинник» (Целиноград), «Локомотив» (Калуга). В 1994 году был директором команды «Цесна» (Акмола). С 2001 года тренер ДЮСШ «Торпедо» (Калуга), отделение «Малинники».